# مدی اویل: رستاخیز
مدی اویل: رستاخیز (انگلیسی: MediEvil: Resurrection) نام یک بازی اکشن-ماجراجویی است که توسط گوریلا کمبریج ساخته و توسط سونی اینتراکتیو انترتینمنت به صورت انحصاری برای پلی‌استیشن همراه منتشر شده است.

## داستان
در سال ۱۲۸۶ میلادی، جادوگر شریری به نام زاروک با ارتش مردگان خود نقشه تسخیر پادشاهی گالومیر را کشید. بر اساس افسانه‌ها، سر دانیل فورتسکیو، قهرمان پادشاه گالومیر، ارتش را به پیروزی رساند و زاروک را کشت قبل از آنکه خودش بر اثر جراحاتش جان بسپارد. اما در واقعیت، دَن با اولین تیر پرتاب شده در نبرد کشته شد و پادشاه برای پوشاندن این واقعیت، او را "قهرمان گالومیر" نامید. زاروک به ناچار مخفی شد و همه گمان کردند مرده است.
صد سال بعد در ۱۳۸۶، زاروک بازگشت و با اجرای طلسمی، ارتش مردگانش را بیدار کرد و روح زندگان را به سرقت برد. اما ناخواسته باعث بازگشت دَن به شکل جسدی اسکلتی شد - بدون آرواره و چشمی که در نبرد گالومیر از دست داده بود. پس از بیداری، دَن با العَظلم، جن‌ای که زاروک قدرت‌هایش را دزدیده بود، همراه می‌شود. از آنجا که دَن به دلیل شکست‌هایش در زندگی نتوانسته بود به تالار قهرمانان برود، از این فرصت استفاده می‌کند تا با شکست زاروک، گالومیر را نجات دهد و جایگاه واقعی خود را به عنوان قهرمانی راستین به دست آورد.
دَن سفری پرخطر را از گورستان، آرامگاه، مزارع، جنگل، روستا، زمین‌های نمایشگاه، تیمارستان، اسکله‌ها، باتلاق‌های نبرد، جزیره اژدها تا قلعه پرگرین آغاز می‌کند. در این سفر با خود مرگ ملاقات می‌کند که به او توصیه می‌کند چهار تکه سنگ آنوبیس - اثر جادویی نیرومند زاروک - را پیدا کند. دَن در این مسیر با چالش‌های متعددی روبرو می‌شود:
- غلبه بر دیو شیشه‌ای رنگ‌آمیزی شده و محافظان گورستان (مجسمه‌های گرگ تسخیر شده)
- شکست دادن پادشاه کدوهای جادویی و گرفتن تکه سنگ از جادوگر کدو
- نجات شهردار از تیمارستان پر از هیولا و غلبه بر "آقای تبری" دیوانه
- جمع‌آوری کپک برای جادوگر جنگل به عنوان راهنمایی برای یافتن تکه سنگ
- شکست دادن جفت دیوهای جنگل و به دست آوردن پنجه دیو
- تعمیر دستیار رباتیک مرگ و آزاد کردن قایق او
- سفر به جزیره اژدها با لباس مبدل دزدان دریایی و به دست آوردن زره ضدحریق از فلس اژدها
- بازیابی آخرین تکه سنگ در قلعه پرگرین و فعال کردن سیل‌بندهای متصل به آتشفشان خاموش
در نهایت، دَن با استفاده از سنگ آنوبیس و جام‌های جمع‌آوری شده، جنگجویان اسکلتی زاروک را شکست می‌دهد و با لرد کاردوک، قاتل خودش، روبرو می‌شود. زاروک به مار عظیم‌الجثه‌ای تبدیل می‌شود، اما دَن او را شکست می‌دهد. با مرگ زاروک و از بین رفتن طلسمش، دَن به آرامگاهش بازمی‌گردد و به خواب ابدی فرو می‌رود. این بار او به تالار قهرمانان صعود می‌کند، به عنوان قهرمان راستین گالومیر مورد تحسین قرار می‌گیرد و مجسمه‌اش به نشانه بازخراف گناهانش بازسازی می‌شود.